# Genya Ravan
Genya Ravan, geboren als Genyusha Zelkowitz, (Łódź, 1 januari 1940) is een Amerikaanse rockzangeres.

## Jeugd
Als overlevende van de holocaust kwam Genyusha Zelkowitz in 1947 met haar ouders naar de Verenigde Staten. De rest van de familie was omgekomen in Duitse concentratiekampen. Ze had een moeilijke kindertijd en vroege jeugd , die werden gekenmerkt door verkeerde vrienden, conflicten met de ouderlijke macht, een jong huwelijk, de vlucht en de poging om op eigen benen te staan.

## Carrière
Bij hun aankomst in de Verenigde Staten begon haar moeder haar dochters naam te vervangen door Goldie, die deze naam aanhield, toen ze zich als leadzangeres vervoegde bij The Escorts van Rick Perry en later als medeoprichter van de meidenrockband Goldie & the Gingerbreads. In 1966, na een tijdelijke ontbinding van The Gingerbreads, nam ze de single Disappointed Bride op onder de naam Patsy Cole.
Na het definitieve einde van Goldie & the Gingerbreads in 1968 nam ze uiteindelijk de artiestennaam Genya Ravan aan en trad ze als leadzangeres toe tot de nieuw opgerichte fusionband Ten Wheel Drive.
Op een van haar eerste soloalbums en ter ere van haar vader nam ze in 1974 nog een keer de naam Goldie Zelkowitz aan. Op haar sindsdien uitgebrachte en heden als cd nieuw verschenen werken noemt ze zich weer Genya Ravan.
Ravan had voor verschillende labels gewerkt als producente. Ze was onder andere verantwoordelijk voor het debuutalbum Young, Loud and Snotty (1977) van de punkrock-band The Dead Boys en de comeback-cd Siren van Ronnie Spector. Daarbij had ze ook met haar eigen stem een toonaangevende bijdrage geleverd.
In 2001 ontdekte Ravan de band TriPod in de punkclub CBGB, produceerde hun demo-cd en stuurde daarbij weer de achtergrondzang voor een nummer bij. Op het album Kingdom Come van Jay Z, dat werd uitgebracht in 2006, is aan het nummer Oh My God een sample toegevoegd van Ravans versie van Whipping Post.

## Discografie
- 1969: Construction #1  (Ten Wheel Drive met Genya Ravan)
- 1970: Brief Replies (Ten Wheel Drive met Genya Ravan)
- 1971: Peculiar Friends (Ten Wheel Drive met Genya Ravan)
- 1972: Genya Ravan
- 1973: They Love Me, They Love Me Not
- 1974: Goldie Zelkowitz
- 1978: Urban Desire (2004 bij Hip-O Select als cd verschenen)
- 1979: ...And I Mean It! (2004 bij Hip-O Select als cd verschenen)
- 1979: The Warriors (A&M Records) – Original Motion Picture Soundtrack – Track 7: Love Is a Fire
- 1995: Best of Ten Wheel Drive
- 2003: For Fans Only!, privé uitgebracht
- 2006: Genya Ravan Live
- 2010: Undercover

- Bibliothèque nationale de France: cb16671706q (data)
- Gemeinsame Normdatei: 130482919
- International Standard Name Identifier: 0000 0000 3216 9506
- Library of Congress Control Number: n95099584
- MusicBrainz: 9fbf0ccc-6b7e-41d2-892b-c5a6b5010bb2
- Virtual International Authority File: 75568152
- WorldCat: E39PBJyRwhx4FpwHXfcBmqgYfq